# Orup (Roholte Sogn)
 For alternative betydninger, se Orup. (Se også artikler, som begynder med Orup)
Orup er en landsby på Sydsjælland i Roholte Sogn (Fakse Herred) syd for Faxe med 200 indbyggere i byområdet (2018). Landsbyen nævnes i 1231 (Worthorp) og udskiftedes i 1802. I Orup ligger bl.a. gårdene Ellegård og Hanebæk.
Kvindesagsforkæmperen Helene Berg fødtes her i 1869.